# 栗原弘
栗原 弘（くりはら ひろむ、1945年 ‐ ）は、日本の歴史学者。
高知県四万十市中村に生まれる。同志社大学大学院博士課程修了。1994年『高群逸枝の婚姻女性史像の研究』で博士号（文学博士）を取得。名古屋文理大学教授を経て、同志社大学非常勤講師。
高群逸枝が『招婿婚の研究』で史料を改竄しており、実際には高群が主張するほど平安時代に招婿婚（夫が妻の父母に養われる婚姻形態）が一般的ではなかったと主張した。
妻は高群逸枝の伝記を書いた栗原葉子。

## 著書
- 『高群逸枝の婚姻女性史像の研究』高科書店 1994
- 『平安時代の離婚の研究 古代から中世へ』弘文堂 1999
- 『平安前期の家族と親族』校倉書房（歴史科学叢書）2008
- 『平安時代の結婚と離婚』（池上陽子訳）アマゾン (Kindle電子書籍）2011

（英題：Marriage and Divorce in Ancient Heian Japan)
- 『万葉時代婚姻の研究　双系家族の結婚と離婚』刀水書房、2012

## 校訂
- 高群逸枝『平安鎌倉室町家族の研究』国書刊行会 1985.2
- 高群逸枝『日本古代婚姻例集』（栗原葉子と共同校訂）高科書店 1991.5